# Hollywood/Vine (métro de Los Angeles)
Hollywood/Vine est une station du métro de Los Angeles desservie par les rames de la ligne B et située à Hollywood, quartier de Los Angeles, en Californie.

## Localisation
Station souterraine du métro de Los Angeles, Hollywood/Vine est située sur la ligne B près de l'intersection de Hollywood Boulevard et de Vine Street à Hollywood au nord-ouest du centre-ville de Los Angeles.

## Histoire
Hollywood/Vine est mise en service le 12 juin 1999.

## Service

### Accueil

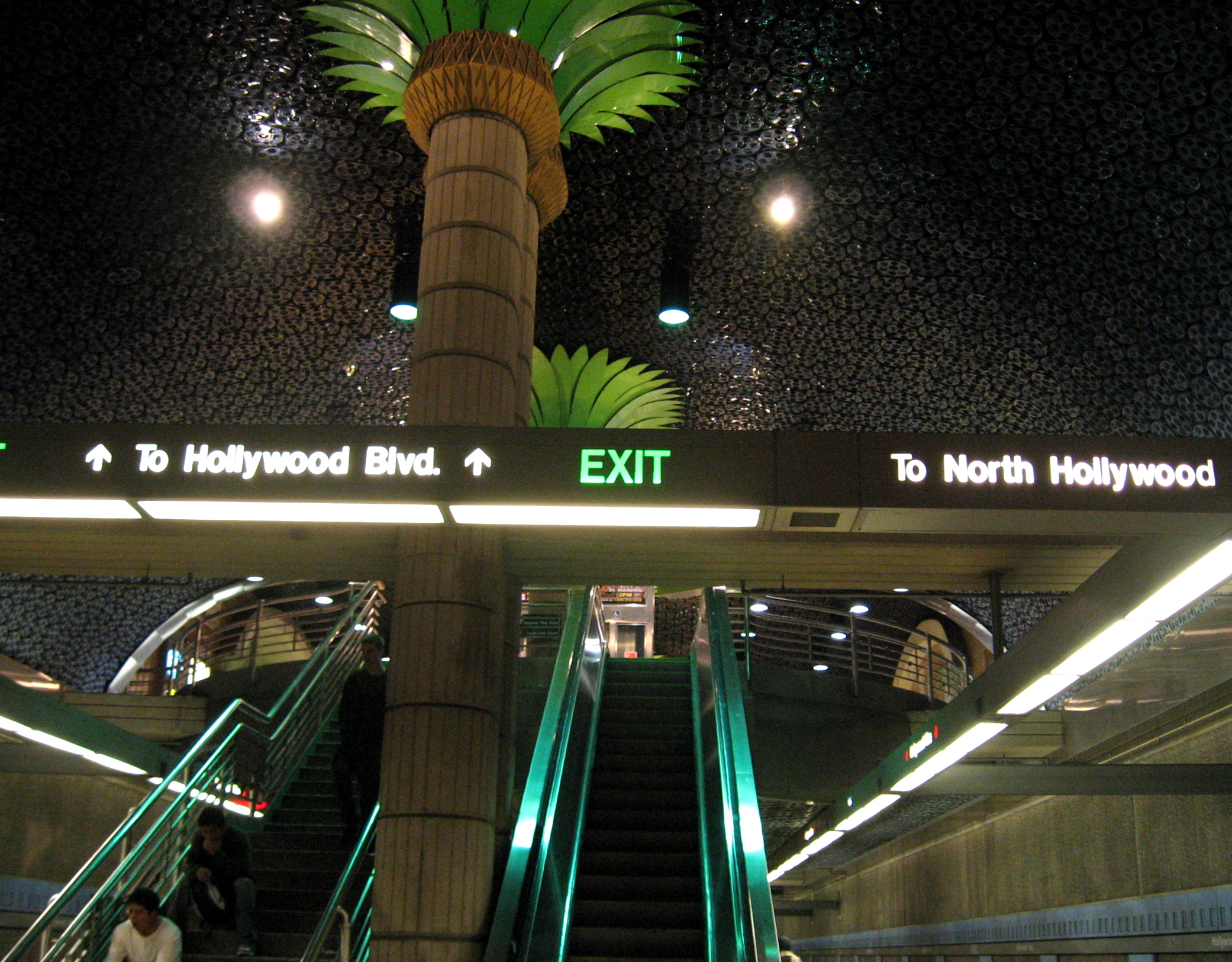
Vue du premier étage de la station depuis le quai central.
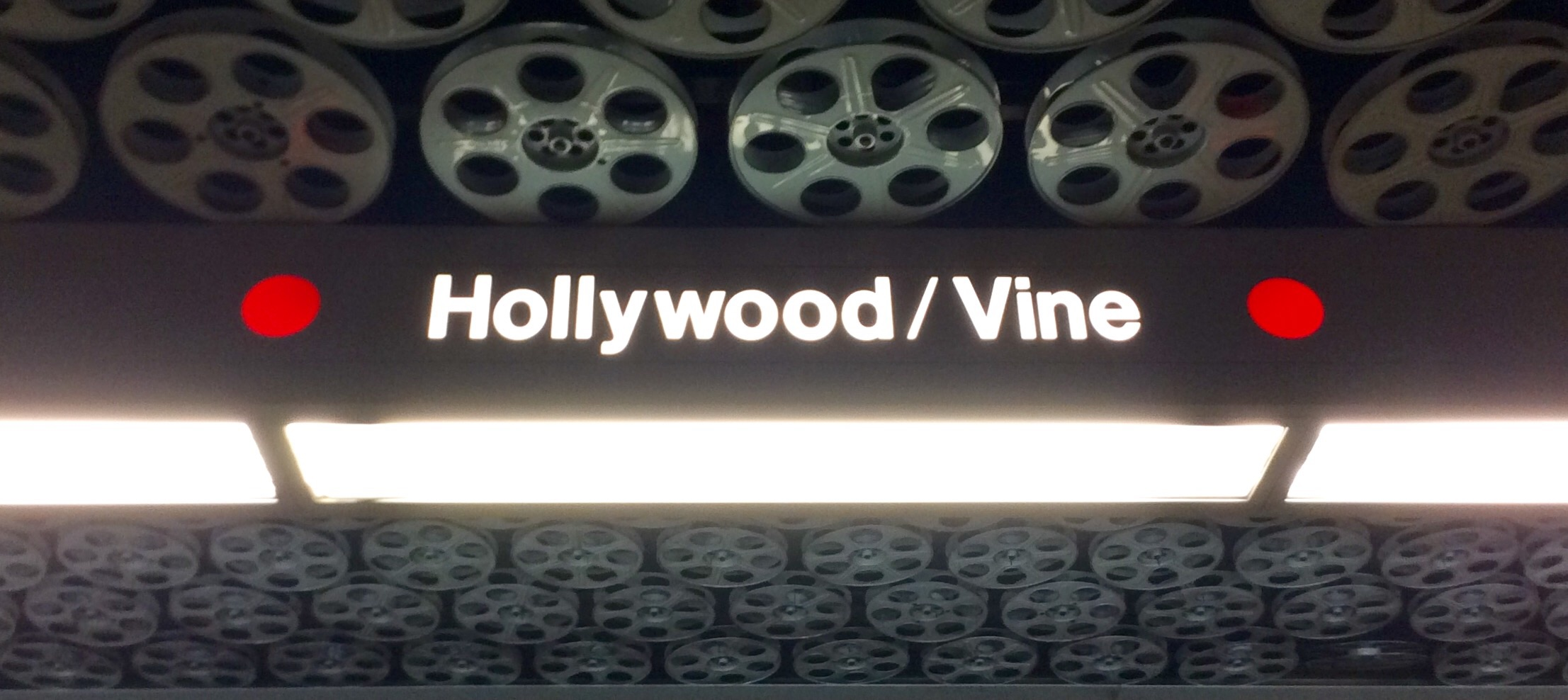
Signalétique.
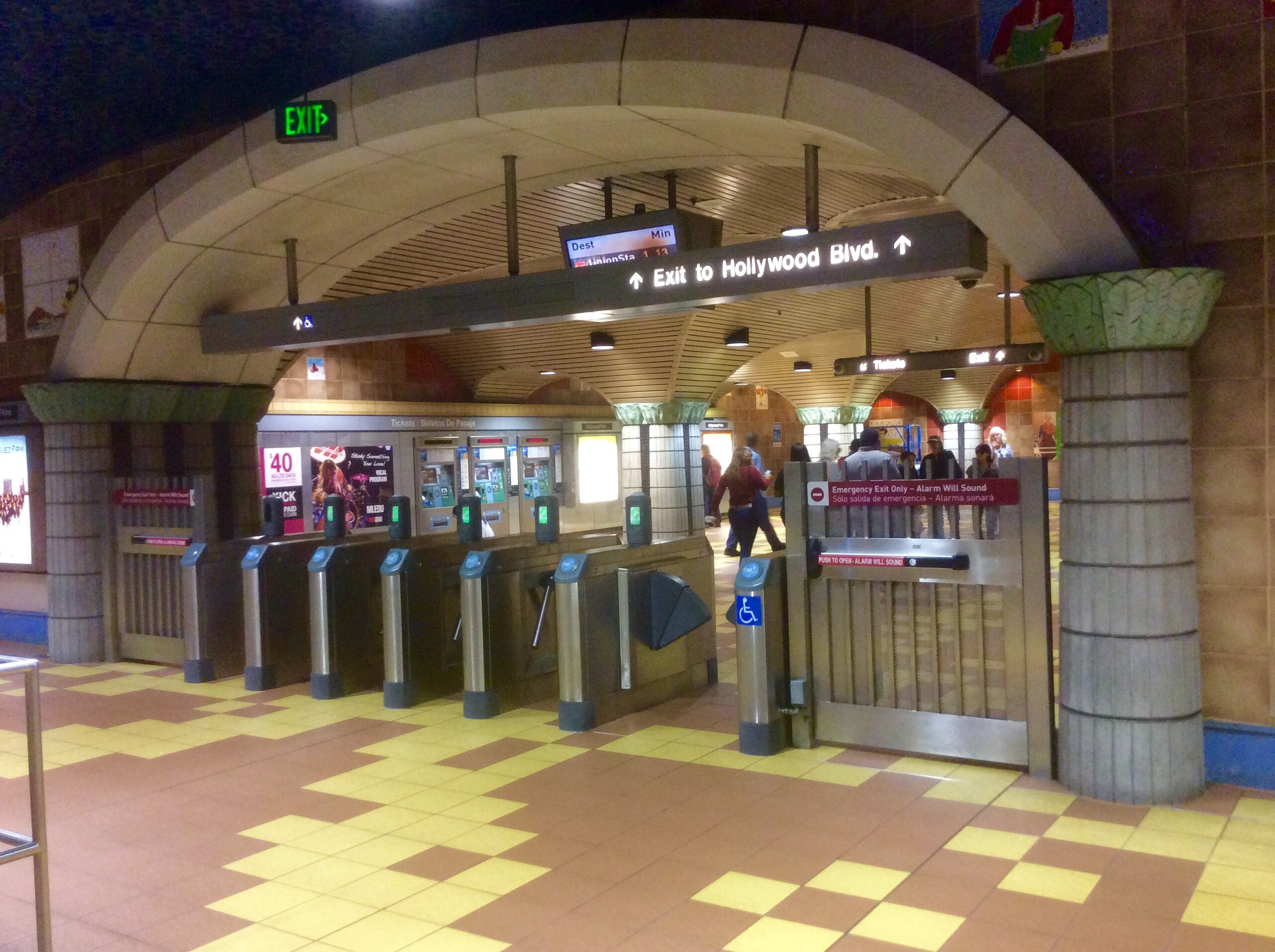
Tourniquets de la station.

### Desserte
Hollywood/Vine est desservie par les rames de la ligne B du métro.

### Intermodalité
La station est desservie par les lignes d'autobus 180, 181, 210, 212, 217, 222 et 780 de Metro.

## Architecture et œuvres d'art
L'artiste Gilbert Lujan y a installé plusieurs œuvres murales (Hooray for Hollywood).